# Pasăre de zahăr albastră
Pasărea de zahăr albastră (Cyanerpes cyaneus), numită și tangara albastră cu picioare roșii, este o pasăre de talie mică din familia tangaride (Thraupidae), răspândită din Mexic până-n Brazilia. Se hrănește cu nectar, dar și cu fructe și insecte pe care le prinde din corolele florilor, cu ciocul său lung și curbat. Se cațără cu ușurință printre ramuri sau flori, fiind o pasăre arboricolă. Dimorfismul sexual este puternic pronunțat. Coloritul masculului este albastru-siniliu, creștetul albastru-azuriu, spatele, aripile și coada fiind negre.
Femela are penajul mai sobru, verde-măsliniu deasupra, părțile inferioare galben-deschise, cu numeroase striații transversale verzui înguste. Ciocul este negricios, iar picioarele roșii. Cuibul și-l construește între ramuri și are formă de cupă, țesut în mod artistic. Depune două ouă, incubație este asigurată de către femelă și durează 12-13 zile. Puii sunt hraniți de ambele sexe și părăsesc cuibul la 14 zile după eclozare.